# Bourseigne-Neuve
Pour les articles homonymes, voir Bourseigne.
Bourseigne-Neuve (en wallon Li Grande Boursegne) est une section de la commune belge de Gedinne située en Région wallonne dans la province de Namur.
C'était une commune à part entière avant la fusion des communes de 1977.

## Évolution démographique
- Source: DGS, 1831 à 1970=recensements population, 1976= habitants au 31 décembre